# Hyphantria candida
Hyphantria candida là một loài bướm đêm thuộc phân họ Arctiinae, họ Erebidae.